# 羽石杏奈
羽石 杏奈（はねいし あんな、1994年＜平成6年＞9月13日 - ）は、日本のモデル、トラベラー。栃木県芳賀郡市貝町出身。

## 人物
宇都宮清陵高校、日本外国語専門学校海外留学科を経て、ハワイに移住。その後、リーワードコミュニティカレッジを卒業し、ミツバチワークス株式会社とマネジメント契約を締結し、プロトラベラーの認定を受ける。
『テラスハウス』や『世界一受けたい授業』といったテレビ番組に出演していたこともある。また、宇都宮清陵高校在学中に香島あんな（かしまあんな）という名前でモデル活動をしていた。
趣味は旅行、フラダンス、サーフィン。好きな食べ物は寿司とスイーツ。中学校では柔道を習っていた。